# Giornata della Lombardia

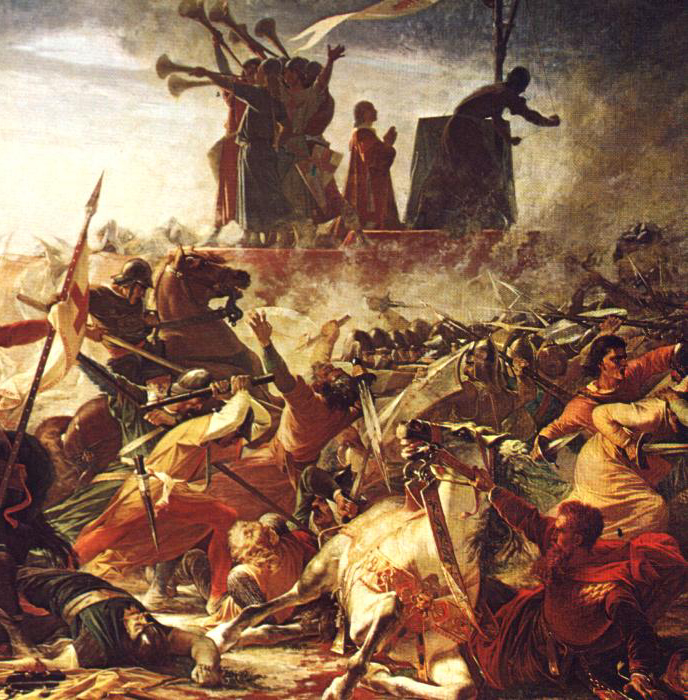
La difesa del Carroccio durante la battaglia di Legnano (1176) di Amos Cassioli (1832–1891)

La Festa della Lombardia,  in lingua lombarda "Festa Regional de la Lombardia", è la festa dell'omonima regione. Viene celebrata il 29 maggio, per ricordare la vittoria della Lega Lombarda contro l'Imperatore Barbarossa  nella battaglia di Legnano, che segnò la fine del dominio imperiale nel Centro-nord.
La Giornata è stata instituita dalla Giunta Regionale Lombarda nel 2013, con il sostegno di vari partiti, tra cui la Lega Nord, partito autonomista e federalista molto forte in Lombardia.